# Florent Joseph Duquesnoy
Florent Joseph Duquesnoy   (Bouvigny-Boyeffles, 27 de febrer de 1761 - Aix-Noulette, 1 de juliol de 1801) es va convertir en un oficial general francès durant la revolta de La Vendée franceses i va dirigir una divisió a la batalla de Wattignies.
Duquesnoy va néixer a pagès a Bouvigny-Boyeffles. Era germà d'Ernest Dominique Francois Joseph Duquesnoy, que més tard es va convertir en representant de la Primera República Francesa. Es va allistar als Carabiniers-à-Cheval el 1782 però va ser donat d'alta el 1790. Va esdevenir capità del 4t Batalló de la Guàrdia Nacional del Pas-de-Calais el 28 de gener de 1792. Es va traslladar al 4t Batalló de Caçadors el 16 de novembre d'aquell mateix any. Va ser ascendit a general de brigada el 30 de juliol de 1793 i posat al capdavant del camp de Cassel l'agost. Va assumir el rang de general de divisió el 3 de setembre de 1793, malgrat les súpliques del seu germà de no promocionar-lo. Després de la batalla de Wattignies del 15 al 16 d'octubre de 1793, va ser traslladat a l'Exèrcit d'Occident el 27 de novembre per lluitar a la guerra de la Vendée. Va ser suspès el 14 de maig de 1795 i va passar a estar inactiu l'1 de gener de 1796. Va morir l'1 de juliol de 1801.